# Zurab Popkhadze
Zurab Tamazovich Popkhadze - em georgiano, ზურაბ თამაზის ძე ფოფხაძე, e em russo, Зура́б Тама́зович Попха́дзе (Lagodekhi, 2 de junho de 1972 - Shroma, 15 de janeiro de 2013) foi um futebolista georgiano que atuava como zagueiro.

## Carreira
Estreou profissionalmente aos 17 anos, no Hereti Lagodekhi. Defendeu também Kakheti Telavi, Alazani Gurjaani e Metalurgi Rustavi em seu país. Fez sucesso no futebol da vizinha Rússia, principalmente no Krylya Sovetov Samara, onde jogou entre 1997 e 2000.
Popkhadze, que também jogaria por Lokomotiv Nizhny Novgorod, Alania Vladikavkaz, Kryvbas Kryvyi Rih e Metallurg-Kuzbass Novokuznetsk, interrompeu a carreira em 2004 e voltaria aos gramados em 2008, novamente pelo Hereti Lagodekhi, seu clube formador, pelo qual atuou em apenas um jogo antes de se aposentar em definitivo, aos 36 anos.

## Seleção Georgiana
Pela Seleção Georgiana, atuou em 4 partidas entre 1998 e 1999, não marcando gols.

## Morte
Em 15 de janeiro de 2013, Popkhadze foi encontrado morto em Shroma, uma aldeia localizada na Abecásia. Aos 40 anos de idade, o ex-zagueiro cometeu suicídio em decorrência de problemas familiares.

## Links
- Zurab Popkhadze - National-Football-Teams.com (em inglês)